# Britannia Engineering Company
Die Britannia Engineering Company Ltd. war ein britischer Hersteller von Cyclecars, der in Nottingham ansässig war. Es bestand keine Verbindung zum gleichnamigen Unternehmen Britannia Engineering aus Colchester, die einige Jahre zuvor Automobile unter dem gleichen Markennamen anboten.
Zwischen 1913 und 1914 wurde dort ein vierrädriges Cyclecar hergestellt, das von einem luftgekühlten Zweizylinder-Zweitaktmotor in Verbindung mit einem Vierganggetriebe und Riemenantrieb zu den Hinterrädern angetrieben wurde. Der Wagen kostete £ 85.